# Labopidea nigripes
Labopidea nigripes är en insektsart som först beskrevs av Reuter 1909.  Labopidea nigripes ingår i släktet Labopidea och familjen ängsskinnbaggar. Inga underarter finns listade i Catalogue of Life.